# Saumerio
Saumerio es un caserío peruano ubicado en el distrito de Ayabaca, perteneciente a la provincia homónima del departamento de Piura, al norte del Perú. 

## Ubicación
Saumerio se ubica al noreste de la provincia de Ayabaca, en el distrito de Ayabaca, en el departamento de Piura.

## Demografía
En 2017 Saumerio tenía una población de 293 habitantes.
| Gráfica de evolución demográfica de Saumerio entre 1993 y 2017 |
|                                                                |
| Fuentes: Población 1993 y 2017                                 |